# 세이와 정책연구회
세이와 정책연구회(일본어: 清和政策研究会 세이와세이사쿠켄큐카이[*])는 일본 자유민주당의 파벌이었다. 약칭은 청화연(일본어: 清和研 세이와켄[*]) 또는 청화회(일본어: 清和会 세이와카이[*])라고도 하는데 이는 파벌의 옛 명칭이다. 일반적으로 전직 회장 아베 신조의 이름을 따서 아베파(일본어: 安倍派 아베하[*])라고 부른다.
정치자금 파티 비자금 논란의 영향으로 2024년 2월 1일 마지막 의원총회를 연 후 공식 해산했다.

## 개요

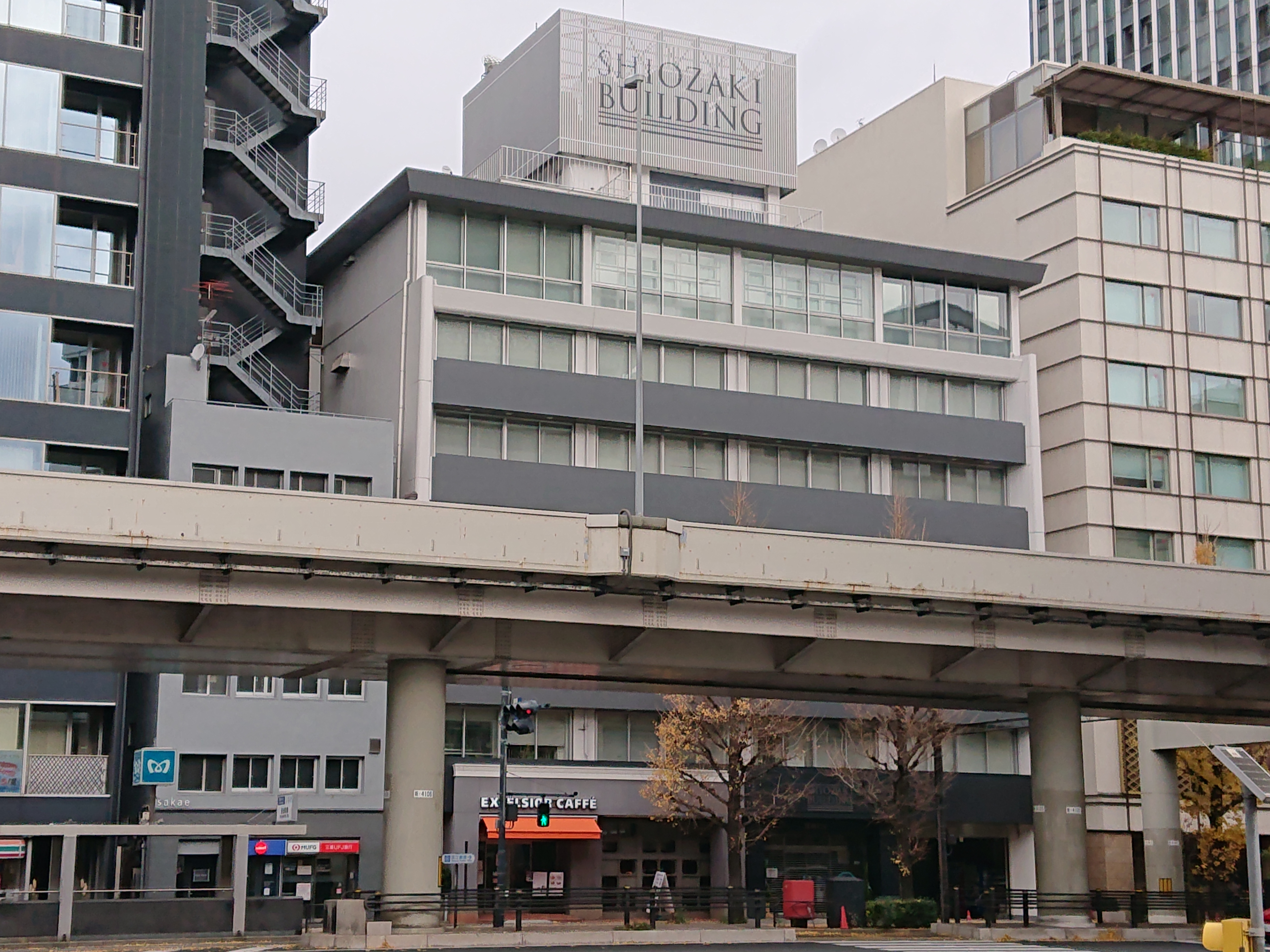
세이와 정책연구회가 입주한 시오자키 빌딩(지요다구 히라카와초)

굉지회·헤이세이 연구회와 함께 자유민주당을 대표하는 명문 파벌이다. 다만 두 파벌이 자유당의 요시다 시게루 파벌을 잇는 보수본류에 속하는 데 비해 청화회는 일본민주당의 하토야마 이치로와 기시 노부스케 파벌을 잇는 보수방류에 속한다.
기본적으로 친미적 태도를 견지하고 있지만 자주헌법론에 기초한 헌법 개정을 주창하며 재군비에 적극적이다. 대한민국·중화민국과의 인맥을 가진 정치인이 많다. 하지만 파벌의 창립자인 후쿠다 다케오가 중일평화우호조약 체결에 앞장서고 아들인 후쿠다 야스오도 중국과 전략적 상호관계를 추구하는 등 반드시 반중적 태도를 보이는 것은 아니다.
후쿠다 다케오가 사실상 배후에서 자민당을 지배하던 다나카 가쿠에이와 정치적 경쟁 관계였기에 다나카가 활약하던 1970~80년대에는 줄곧 비주류로 머물렀다. 아베 신타로가 새로운 파벌 회장이 된 후에는 다나카의 파벌을 물려받은 다케시타 노보루의 경세회가 분열하고 미쓰즈카 히로시·모리 요시로 등의 실력자가 등장해 주류파로 도약했지만 아베가 사망하면서 내분을 겪었다.
후쿠다 다케오는 대장성 관료 출신이었지만 다나카파와 다케시타파가 족의원을 앞세워 여러 업계와 관계를 맺었기에 청화회는 재계 주류와 친분이 깊지 못했다. 모리는 헤이세이 연구회의 지원을 받아 총리가 되었기에 청화회가 정권의 실질적 중추로 올라선 것은 고이즈미 준이치로 때부터다. 하지만 이때도 니카이 도시히로가 자민당과 업계의 창구 역할을 수행하여 청화회의 영향력은 문교와 운수 정도에 그쳤다. 또한 파벌의 영향력 확대를 위해 초선 의원들을 다수 영입했는데 이들은 자금력이 약했기에 통일교와의 관계를 통해 자금을 조달했다는 의혹이 있다.
2022년 7월 아베 신조 피살 사건 이후 청화회와 통일교의 관계가 자주 거론되기 시작했다. 그리고 실제로 복수의 정치가가 통일교와의 접점이 있음이 드러났다.

### 사무소
후쿠다파 시절 그랜드 프린스 호텔 아카사카(구 아카사카 프린스 호텔)의 구관 내에 사무국을 설치, 이 호텔에서 매년 1회 봄 무렵에 정치 자금 파티를 개최하는 것이 관례였지만 해당 호텔의 영업 종료에 의해서 2011년 2월에 히라카와초로 이전했다.

## 역사

### 기시파의 해산과 당풍쇄신간담회 결성

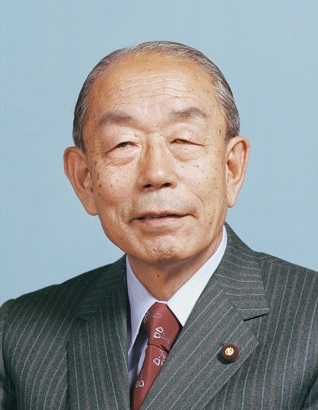
후쿠다 다케오

1955년 보수합동을 계기로 민주당과 자유당이 합당하여 자유민주당이 탄생했다. 기시의 파벌인 십일회에 속하던 후쿠다 다케오는 소득 배증 계획을 주창하던 이케다 하야토에 대항해 1962년 십일회를 이탈했다. 그러고는 파벌을 초월한 당풍쇄신연맹(결성 당시에는 당풍쇄신간담회)을 결성했다. 같은 해 10월 30일 기시는 십일회의 해산을 선언했다. 1964년 11월 이케다가 일본의 내각총리대신직을 사임하고 당풍쇄신 운동도 끝났을 때 후쿠다를 따르는 의원은 24명뿐이었다. 후쿠다는 이들을 규합해 십일회 사무소가 있던 아카사카 프린스 호텔 구관을 활동 거점으로 하여 사실상의 후쿠다파를 만들어 활동을 개시했다.

### 후쿠다파
이케다의 후임으로 총리대신 자리에 오른 사람은 사토 에이사쿠였다. 이케다 내각 때와 달리 사토 내각에서 후쿠다는 대장상을 두 차례 지내고 두 번째 간사장 임기도 수행하는 등 크게 중용됐다. 이 무렵 사토는 친형의 파벌을 물려받은 후쿠다를 후계자로 점찍어두고 있었다.
후쿠다는 총리대신이 되기 위해선 수적 싸움을 벌일 게 아니라 자질을 갖춰야 한다고 생각하여 파벌 확대를 고려하지 않았다. 하지만 총리대신이 되기 위해선 총재 선거|자유민주당 총재 선거에서 승리해야 했고 이는 사실상 수적 싸움으로 귀결되었다. 사토는 이 점을 염려했고 결국 후쿠다는 기미정회(紀尾井会)를 만들고 조직·유세, 정책, 정보·선전 등 3부회를 설치하여 처음으로 자신만의 파벌을 구성했다.
7년이 넘는 임기를 끝내고 사토가 총리대신직에서 물러나고자 하자 후계자 싸움이 시작됐다. 사토의 의중은 후쿠다에게 있었지만 후쿠다와 달리 다나카 가쿠에이는 파벌과 수의 중요성을 잘 알고 있었고 1972년 총재 선거에서 결국 다나카가 승리했다. 이를 계기로 다나카와 후쿠다 사이에서 피말리는 파벌 투쟁이 벌어졌는데 이를 각복전쟁이라 부른다. 하지만 후쿠다는 파벌의 해소를 주장해 왔고 스스로도 파벌 활동에 적극적이지 않았기에 두 사람의 정쟁은 대체로 다나카가 우위에 있었다. 1976년에는 오히라 마사요시와 손을 잡고 총리대신이 되는 데 성공했지만 2년 뒤 다나카와 손을 잡은 오히라에게 총리대신직이 넘어갔다.
1972년 총재 선거 이후 호리 시게루가 이끌던 주산 클럽, 소노다 스나오가 이끌던 춘추회를 규합하여 파벌의 이름을 팔일회로 고쳤다. 이후 후쿠다가 총리대신이 된 1976년에 파벌 해소를 제창하며 솔선하여 팔일회를 해산했다.
하지만 다나카와 오히라의 자민당 지배 현상이 두드러지자 후쿠다의 퇴진 이후 파벌 재결성의 목소리가 커졌고 이는 1979년 1월 24일 청화회(清和会) 창설로 이어졌다. 명칭은 과거 중국의 동진 원제가 제갈회의 통치를 정청인화(政清人和; 정치는 맑고 깨끗하게 하고 국민들은 서로 화합해야 한다)라 칭찬한 고사에서 유래했다.
1984년 이시하라 신타로가 이끌던 자유혁신동우회를 흡수했다.

### 아베 신타로파

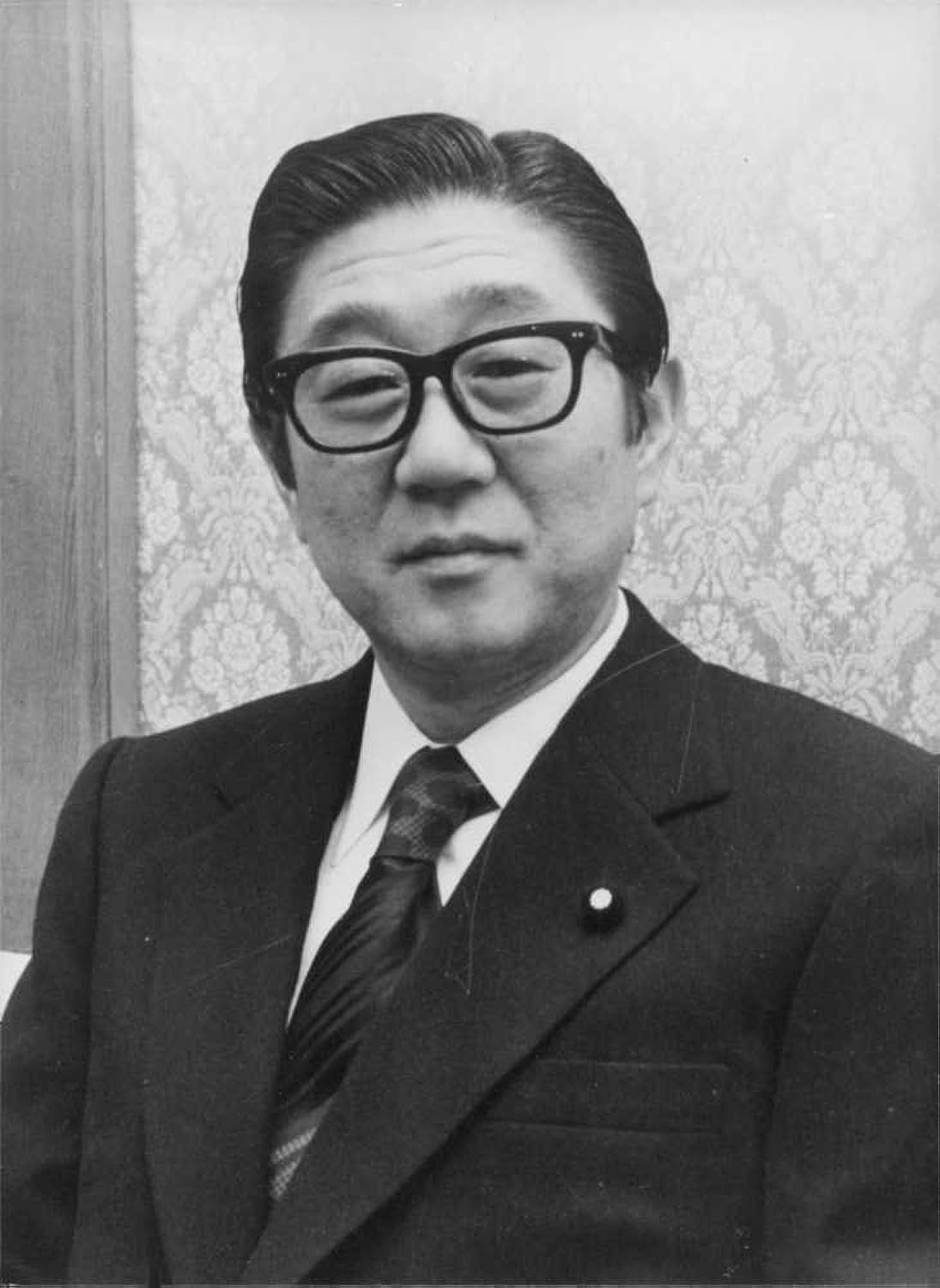
아베 신타로

1986년 7월 6일 치러진 양원 동시 선거에서 자민당이 압승했다. 그리고 14일 후쿠다는 아베 신타로에게 회장직을 넘겨줬다.
당시 파벌 내의 실력자였던 미쓰즈카 히로시·가토 무쓰키·시오카와 마사주로·모리 요시로는 아베파 사천왕으로 불렸는데 이들은 경세회의 다케시타파 7봉행과 자주 비견되었다. 파벌을 물려받은 아베는 당시 총리대신이던 나카소네 야스히로의 후임을 노렸지만 1987년 10월 나카소네 재정을 통해 경세회의 다케시타 노보루가 후임 총재가 됐다. 아베가 다케시타 내각에서 간사장을 맡으면서 청화회는 주류파로 도약했고 다케시타의 후임 총리대신으로 물망에 올랐지만 1988년 리크루트 사건의 여파로 다음 해 간사장직에서 물러나야 했다. 그리고 1989년 5월 췌장암 수슬을 받고(당시에는 총담관 결석 치료로 알려졌다) 7월까지 입원했다. 하지만 병세가 악화돼 1991년 5월 사망했다.

### 미쓰즈카파

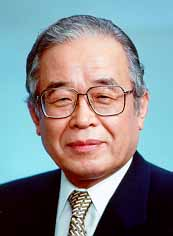
미쓰즈카 히로시

아베 사후 누가 회장직을 승계할지를 두고 미쓰즈카와 가토 사이에서 정쟁이 벌어졌는데 이를 산로쿠 전쟁이라 한다. 미쓰즈카가 모리의 지지를 받아 정쟁에서 승리했고 1991년 6월 20일 정식으로 회장에 취임했다.
10월 27일 미쓰즈카가 총재 선거에 출마하자 가토는 다케시타파의 지지를 받던 미야자와 기이치를 지지하겠다고 표명했다. 분노한 미쓰즈카는 가토를 파벌에서 제명했고 가토는 정진회라는 별도의 파벌을 조직했다가 1993년 자민당을 탈당했다. 한편 가토를 지지하던 가메이 시즈카·히라누마 다케오·나카가와 쇼이치·오미 고지·마치무라 노부타카 등 가메이계 의원들은 가토가 청화회를 이탈한 뒤에도 청화회에 남았고 미쓰즈카를 지지하던 모리·고이즈미 준이치로·다마자와 도쿠이치로·나카가와 히데나오 등 모리계 의원들과 대립했다.
1993년에 치러진 총선 때 자민당은 원내 1당의 지위를 유지했으나 오자와 이치로가 주도한 연립 정권에 의해 야당으로 밀려났다. 이것이 파벌 간·파벌 내의 극단적 대립이 불러일으킨 참사로 규정하여 1994년 11월 24일 자민당은 파벌 해소를 결의했고 청화회도 해산했다. 그리고 청화회 대신 21세기를 생각하는 모임·신정책연구회(21世紀を考える会・新政策研究会)라는 그룹을 만들었다. 그룹 회장은 미쓰즈카가 유임됐다.
1998년 총재 선거 때 모리계가 주도하여 미쓰즈카파를 대표해 고이즈미가 출마하기로 결정됐다. 가메이계가 이에 반발했지만 모리계는 이를 억눌렀다. 결과적으로 오부치 게이조가 승리했으나 모리는 자유민주당 간사장에 발탁됐고 9월에 가메이계는 미쓰즈카파를 이탈했다.

### 모리파

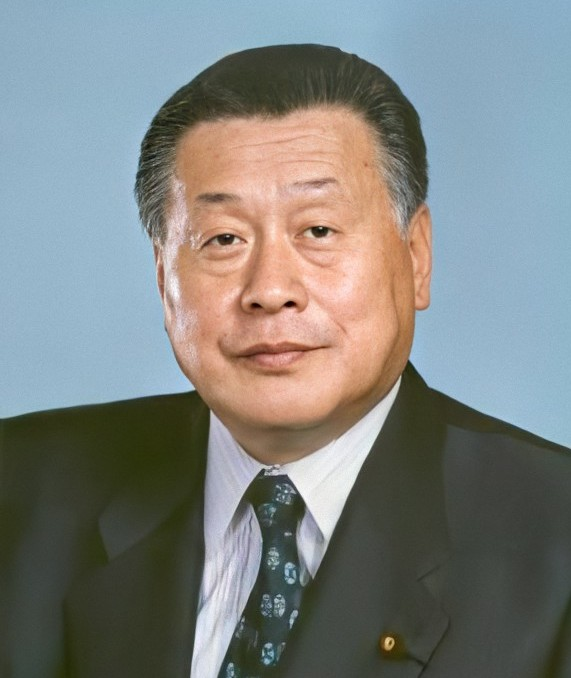
모리 요시로

1998년 12월 11일 회장직에서 사임하기로 선언한 미쓰즈카는 모리를 후계 회장으로 지명했다. 나흘 뒤 회장이 된 모리는 파벌 이름을 세이와 정책연구회로 고쳤다.
2000년 4월 5일 모리가 총리대신에 취임했는데 청화회가 총재 파벌이 된 것은 후쿠다 이래 처음이었다. 총리대신에 취임한 모리가 일시적으로 파벌을 이탈했고 고이즈미가 대신 회장이 되었다. 하지만 모리는 고이즈미와 연대하여 파벌 내 발언력을 유지했고 파벌을 계속 장악할 수 있었으며 그래서 파벌 통칭도 여전히 모리파였다. 다만 모리가 총리대신이 될 수 있었던 건 노나카 히로무·무라카미 마사쿠니·아오키 미키오 등 오부치 내각의 실력자들의 지지를 받았기 때문이었고 이들은 모리 내각에도 상당한 영향력을 행사했다.
2001년 4월 26일 갖은 실언으로 모리가 총리대신직에서 사임하고 고이즈미가 새롭게 총리대신이 되었다. 그 대신 모리가 파벌 회장직에 복귀했다. 고이즈미는 당내 최대 파벌로 미키 다케오 이래 자유민주당 집행부를 장악하고 있던 헤이세이 연구회를 저항 세력으로 낙인찍어 집행부에서 배제하고 아오키의 협력을 통해 헤이세이 연구회를 견제했다. 그 결과 2005년 총선을 계기로 청화회는 당내 제1파벌이 되었고 이후 자민당은 청화회의 지배기가 시작됐다.
2006년 고이즈미가 총리대신직에서 물러나고 총재 선거가 시행됐다. 청화회에서는 아베 신조와 후쿠다 야스오가 후보로 거론됐는데 두 사람은 과거 청화회를 이끌었던 아베 신타로와 후쿠다 다케오의 아들이었기에 이는 자칫하면 파벌의 분열을 초래할 수도 있었다. 결국 내부 조정을 통해 후쿠다가 불출마 선언을 하면서 파벌은 분열 위기를 피할 수 있었다. 9월 20일 진행된 총재 선거에서 아베가 승리하여 총재가 되었다.

### 마치무라파

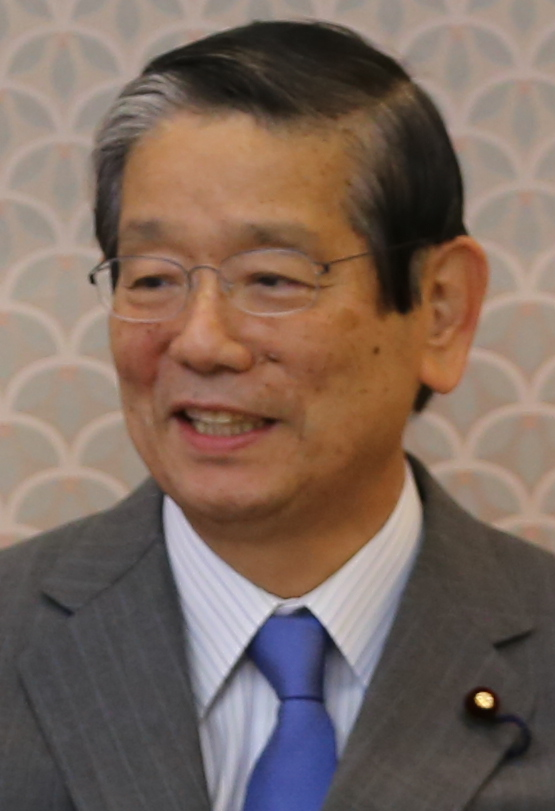
마치무라 노부타카

2006년 10월 19일 모리가 회장직을 내려놓고 마치무라가 후임 회장이 되었다. 이때부터 파벌 통칭도 마치무라파가 되었다. 모리는 26일 명예 회장으로 추대됐다. 간사장으로 있던 나카가와도 파벌 내에서 상당한 실력자로 평가받고 있었는데 나카가와 히데나오와의 균형을 고려하여 마치무라가 회장이 되었다는 분석도 있다. 그렇기에 모리는 명예회장이 되었음에도 영향력을 유지했고 사실상 파벌 오너로 군림했다.
2007년 7월 참의원 선거에서 자민당이 대패했고 그 결과 청화회는 중의원뿐 아니라 참의원에서도 당내 제1파벌이 되었다. 아베가 총재직에서 퇴임한 뒤인 9월 23일 총재 선거에서 후쿠다가 당선됐다. 이로써 청화회는 모리·고이즈미·아베·후쿠다까지 내리 네 번에 걸쳐 총재를 배출하게 되었다. 마치무라가 후쿠다 야스오 내각에서 관방장관으로 입각하자 파벌 회장직을 일시적으로 없애고 마치무라·나카가와·다니가와 슈젠 등 세 명에 의한 집단 지도 체제로 전환했다. 마치무라는 관방장관직을 수행해야 했고 나카가와는 간사장직을 사임하고 파벌에 막 복귀한 터라 해당 조치 역시 균형을 고려한 것이었다. 집단 지도 체제로 이행한 후에도 언론에선 청화회를 여전히 마치무라파로 불렀다.
2008년 3월 총리대신에 취임하면서 파벌을 이탈했던 아베가 상담역으로 파벌에 복귀했다. 한편 고이즈미는 총리대신 임기를 끝내고도 파벌에 복귀하지 않았으며 2009년에는 정계를 은퇴했다. 9월 22일 후쿠다가 총재직에서 물러나면서 총재 선거가 진행됐다. 마치무라도 유력 후보로 꼽혔지만 아베와 후쿠다 모두 안정적인 정권 운영에 실패하고 1년 만에 물러났기에 이번에도 청화회에서 총재를 배출하는 것은 힘들었다. 결국 모리부터 후쿠다까지 정권을 지지했던 아소 다로를 지지하고 청화회는 독자적인 후보를 옹립하지 않기로 결정했다. 하지만 나카가와가 이 방침에 반발하여 고이케 유리코를 옹립하면서 파벌에 분열을 야기했다. 결과적으로 아소가 총재 선거에서 승리했고 청화회에선 호소다 히로유키가 간사장에 발탁됐다. 마치무라는 관방장관직에서 물러났지만 집단 지도 체제는 유지됐다.
2009년 1월 소비세 증세를 추진하는 아소에 대항하여 나카가와는 격렬하게 저항했다. 한때는 협상 결렬 분위기도 풍겼지만 세제조사회 간부이기도 했던 마치무라가 증세 실시 시기를 명기하지 않는 타협안을 제시하여 갈등을 봉합하는 데 성공했다. 하지만 내각을 흔들고자 했던 나카가와의 행동은 모리와 아베 등의 분노를 샀다. 2월 5일 열린 파벌 총회에서 모리는 마치무라를 다시 회장으로 승격하는 안건을 제출했다. 일부 의원들의 반대가 있었지만 모리의 안건은 통과됐고 마치무라는 회장직에 복귀했다. 3월 5일 모리는 아베와 같은 상담역에 취임하여 마치무라가 주도하는 신체제가 수립됐다.
8월 30일 총선 결과 자민당은 창당 이래 처음으로 원내 1당의 지위를 빼앗기는 수모를 겪었다. 청화회도 소속 의원 수가 급감하여 굉지회에 이어 당내 제2파벌로 내려앉았다. 하지만 참의원 의원 수를 합해서 여전히 당내 제1파벌의 지위를 유지할 수 있었다. 9월 3일 고이케가 "파벌 단위가 아니라 당 전체가 일치단결해야 한다"라고 주장하며 파벌을 이탈했다.
2010년 8월 12일 자민당 참의원 의원회장 선거 때 모리를 필두로 하여 마치무라파·누카가파·고가파는 마치무라파 소속인 참의원 간사장 다니가와를 지지했다. 하지만 마치무라파의 아베·세코 히로시게 등이 파벌 역학적인 인사는 좋지 못하다고 반발하며 이부키파의 나카소네 히로후미 지지를 선언했다. 선거 결과 나카소네가 승리했다. 9월 2일 간부 회의에서 파벌의 의향에 반대했던 아베와 세코 등에 대한 처분을 검토했으나 결론을 내지 못했다. 모리는 아베에게 불만을 쏟아내면서도 표 결집에 실패한 스즈키 세이지를 힐책했고 누카가파나 고가파에게 면목이 없다면서 파벌에서 이탈할 뜻을 내비쳤다. 마치무라는 12월 11일 이를 정식으로 수리했다.
2012년 8월 28일 아베는 모리의 국회 사무소를 찾아 총재 선거에 출마하겠다는 의향을 전달했다. 한편 마치무라 역시 출마할 뜻을 가지고 있었는데 9월 2일 언론 인터뷰에서 후보 일원화를 위해 아베가 출마를 포기했으면 좋겠다는 뜻을 내비쳤다. 하지만 아베는 이를 받아들이지 않았고 결국 마치무라파가 분열한 상태로 총재 선거가 진행됐다. 2012년 총재 선거에서 마치무라는 청화회에서 7할 정도 지지를 받을 수 있다고 여겨졌고 아베는 다른 파벌이나 무파벌 의원의 지지를 받고 있었다. 선거 와중에 마치무라는 건강 문제로 더 이상 유세를 지속하지 못하게 되었는데 그럼에도 불구하고 중도 사퇴하면 자신의 표가 아베에게 갈 것을 우려해 사퇴는 하지 않았다. 하지만 26일 아베는 이시바 시게루를 꺾고 총재 선거에서 승리했다.
3개월 뒤 총선에서 자민당은 다시 원내 1당의 지위를 되찾았고 아베는 자연스럽게 두 번째 총리대신 임기를 시작했다. 2013년 7월 참의원 선거에서도 승리하여 자민당은 안정적으로 국정을 운영할 수 있는 동력을 얻었다.

### 호소다파

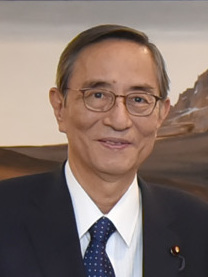
호소다 히로유키

2014년 12월 14일에 총선을 치른 뒤 24일 마치무라가 중의원 의장에 취임했다. 이로써 입법부와 행정부의 수장을 모두 청화회가 차지했다. 관례에 따라 마치무라는 자민당을 탈당했고 자연스럽게 파벌에서도 이탈했다. 다음 날인 25일 호소다 히로유키가 후임 회장으로 취임했고 파벌 통칭도 호소다파가 되었다. 마치무라는 의장직에서 물러난 다음에도 병 때문에 파벌에 복귀하지 않았다. 2016년 참의원 선거를 치르고 다테 주이치가 일본 참의원 의장에 취임했다.
2018년 1월 25일 시모무라 하쿠분이 파벌 사무총장에 취임했다. 2019년 정치단체인 세이와 정책연구회의 대표 겸 회계책임자인 하타케야마 미쓰오가 고령을 이유로 퇴임했다. 세코는 일본전신전화 출신으로 정치단체 21세기 텔레콤회의 대표 이사 겸 일본회의 스기나미지부장인 마쓰모토 준이치로를 후임자로 앉혔다. 마쓰모토는 사무국장으로서 파벌 내의 사무를 도맡아 관리했다. 9월 11일 제4차 아베 신조 내각 (제2차 개조)이 발족하자 시모무라가 자민당 선거대책위원장이 되었다. 다음 날에 마쓰노 히로카즈가 파벌 사무총장이 되었다.
2020년 8월 28일 아베가 총리대신에서 물러나겠다는 뜻을 밝혔다. 아베가 물러나면서 진행된 9월 14일 총재 선거에서 시모무라·이나다 도모미·니시무라 야스토시가 입후보에 의욕을 보였지만 결과적으론 무파벌인 스가 요시히데 지지로 입장을 정리했다. 선거에서 승리한 스가가 총리대신으로 취임하자 시모무라는 자유민주당 정무조사회장이 되었다.
2021년 2월 18일 모리의 뒤를 이어 하시모토 세이코가 도쿄 올림픽·패럴림픽 조직위원회 위원장에 취임했고 이와 함께 자민당을 탈당했다. 5월 26일 발매된 잡지 『월간 Hanada』 7월호에 아베의 인터뷰 기사가 실렸다. 아베는 이 인터뷰에서 스가의 후임으로 하기우다 고이치·시모무라·니시무라·마쓰노를 언급했다. 아버지인 신타로가 파벌 회장직을 수행할 때의 아베파 사천왕에 비견하여 일부에서 이들을 사천왕이라 칭하기도 했다.
8월 18일 시모무라는 총재 선거에 출마하겠다고 아베에게 말했다. 하지만 30일 스가가 시모무라를 총리 관저로 불러선 선거에 입후보할지 정조회장직을 그만둘지 정해라고 압박했고 결국 시모무라는 입후보를 단념했다. 9월 29일 진행된 총재 선거에서 청화회 차원에서 아베가 지지하는 다카이치 사나에와 호소다 등이 지지하는 기시다 후미오 두 명을 지지하기로 결정했다. 이후 기시다가 결선 투표에서 고노 다로를 꺾고 승리했다. 10월 1일 총재가 된 기시다는 후쿠다 다쓰오를 자유민주당 총무회장에 발탁했다. 4일 제1차 기시다 내각이 발족했을 때 마쓰노가 관방장관이 되는 등 청화회에서 총 4명이 입각했다. 7일 니시무라가 파벌 사무총장에 취임했으며 14일 중의원 해산을 받아들여 다카기 쓰요시가 국회대책위원장에 취임했다.
10월 31일 진행된 총선에서 청화회는 소속 의원이 8명 줄어들어 87명이 됐다.

### 아베 신조파

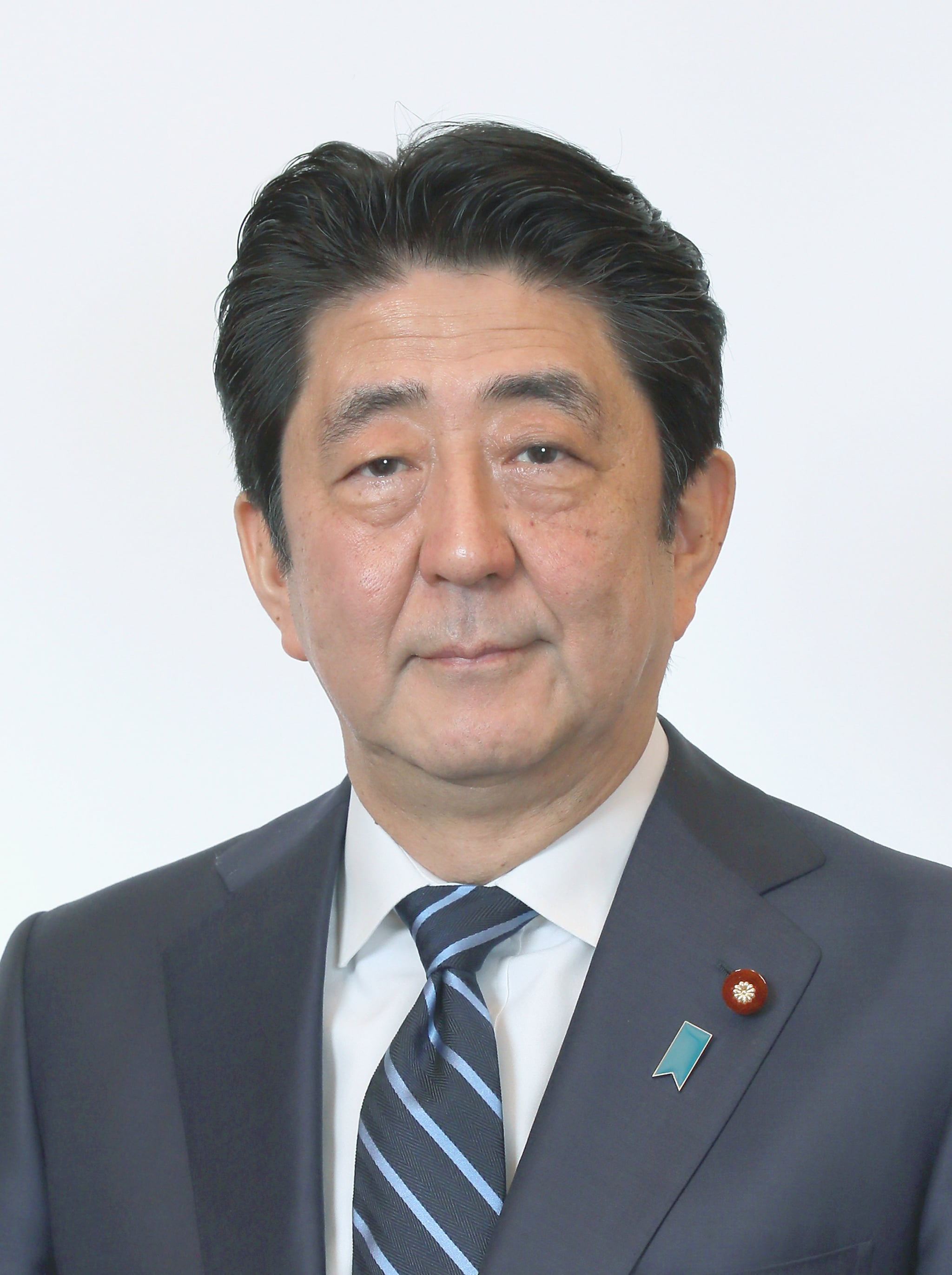
아베 신조

#### 2021년
오시마 다다모리가 2021년 10월 총선에 불출마하면서 의장직이 공석이 되었다. 이에 11월 8일 자민당과 입헌민주당은 호소다를 중의원 의장으로, 가이에다 반리를 부의장으로 선임하기로 합의했다. 호소다는 관례에 따라 자민당을 탈당했고 다음 날 임시 간부 회의에서 아베가 차기 회장으로 천거됐다. 이는 총선 당시부터 이미 결정된 사안이었다.
10일 호소다가 정식으로 중의원 의장에 취임하고 다음 날 아베도 파벌 회장이 되었다. 아베는 두 번째 총재가 되었을 때 파벌을 이탈했다가 9년 만에 파벌에 복귀했다. 그리고 아베 신타로가 사망하고 30년 만에 아베파가 부활했다.

#### 2022년
2022년 7월 8일 참의원 선거 유세 지원에 나섰다가 피살당하는 사건이 발생했다. 이틀 뒤 모리가 욕실에서 쓰러져 병원으로 옮겨졌다. 어느 정도 건강을 회복하고 3주 뒤에 모리는 월간지 『세이론』과의 인터뷰에 응했는데 이때 아베의 후계 문제에 대해 "적어도 2, 3년 뒤에 5명 중에서 자연스럽게 서열이 정해질 것이다"라고 말했다. 모리가 말한 5명은 마쓰노·니시무라·하기우다·다카기·세코였다.
7월 11일 파벌 간부 사이에서 대응책이 논의됐는데 이 자리에서 파벌의 통칭을 아베파로 유지하기로 했다. 이틀 뒤 회합에서 당분간은 회장직을 공석으로 하고 시오노야 류와 시모무라가 회장 대리를 맡으며 이 둘을 포함해 마쓰노·니시무라·하기우다·다카기·세코 등 총 7명에 의한 집단 지도 체제로 파벌을 운영하기로 했다. 21일 아베 피살 이후 처음으로 당 본부에서 총회가 열렸다. 이 총회에서 파벌의 통칭을 바꾸지 않을 것과 후임 회장을 공석으로 할 것을 정식으로 의결했다.
8월 1일 『세이론』 9월호가 발매되어 전술한 모리의 발언이 공개됐다. 그리고 "5명 사이에서 공통된 의견은 시모무라 하쿠분만은 배제해야 한다는 것"이라는 주장도 폭로됐다. 이 무렵부터 마쓰노 등은 모리를 뒷배로 삼아 이른바 아베파 5인중으로 불리기 시작했다. 3일 기시다는 모리·아오키·선거대책위원장 엔도 도시아키·당 조직운동본부장 오부치 유코와 회합했다. 이 자리에서 모리는 기시다에게 개각을 권하면서 "아베 씨의 유지도 있고 하니 5명을 모두 빛나는 존재로 만들어줬으면 한다"라고 요청했다. 특히 하기우다와 니시무라를 기용할 것을 강력히 권했다. 이틀 뒤 기시다는 측근들에게 인사를 단행할 의향을 전달했다. 당 안팎에선 9월로 예상된 개각이 생각보다 빠른 점에 놀랐다는 반응이 나왔다. 10일 1차 개각이 단행되어 하기우다를 당 정조회장에 발탁하고 니시무라를 경제산업상에 임명했다. 니시무라는 파벌 사무총장을 맡고 있었는데 입각과 함께 사무총장직에서 물러났다. 25일 후임 사무총장으로 다카기가 취임했다.
9월 29일 간부 회의에서 시모무라는 시오노야를 회장으로 추대할 것을 권했다. 에토 세이시로와 야마자키 마사아키도 시모무라의 건의에 찬성했다. 회장직에 대한 야망이 있던 시오노야도 간부 회의 직후에 열린 파벌 총회에서 신체제로 이행해야 한다는 방침을 표명했다. 하지만 세코를 지지하는 중의원 측에서 불쾌감을 표했고 세코 역시 시오노야가 회장이 되는 것에 반대했다.
10월 13일 파벌 총회를 앞두고 10일 시오노야와 5인중이 회합했다. 후계 회장 인사를 둘러싼 조정을 위한 자리였지만 갑작스레 모리가 참석을 했다. 모리는 후계 회장은 잠시 더 공석으로 두며 시오노야를 좌장으로 하여 니시무라·하기우다·세코가 파벌을 운영할 것을 제안했다. 결국 시오노야는 이를 받아들였고 총회에서 정식으로 회장 인선을 연기하겠다는 뜻을 표명했다.

#### 2023년
2023년 2월 7일 기시 노부오가 건강상 이유로 의원직을 사임하면서 소속 의원 수가 96명으로 줄었다. 20일 『홋코쿠 신문』의 인터뷰에 응한 모리는 아베의 후계 후보로서 5인중을 평론했다. 특히 하기우다가 종합적으로 가장 좋다고 칭찬했다. 3월 23일 회합에서 모리는 누구든 한 명을 대표로 선임해야 한다고 말했으며 다음 날 밤에는 5인중을 따로 불러 파벌의 운영 등에 대해 의견을 나눴다.
4월 23일 진행된 보궐선거에서 당선된 기시 노부치요·요시다 신지·시라사카 아키가 나흘 뒤 청화회에 가입했다. 같은 날 무파벌이던 가타야마 사쓰키도 청화회에 가입하여 소속 의원이 100명이 되었다.
7월 6일 간부 회의가 열렸다. 시오노야는 "(아베의) 1주기가 끝나면 제대로 의논해서 회장을 한 명 정해야 한다"라고 주장했다. 시모무라는 시오노야의 주장에 동의했지만 세코는 "신체제는 '5인중'이 정하고 싶다"라며 반대했다. 다카기도 "5인중이 운영하는 것이 가장 좋다. 우리에게 맡겨주길 원한다"라고 말했다. 이에 마쓰시마 미도리와 이나다가 "5인중은 언론에서 말하는 표현일 뿐 아닌가"라며 세코와 다카기의 발언에 의문을 제기했다. 그날 저녁 시모무라는 모리의 사무소를 방문해 자신이 회장으로 취임하는 데 지원해줄 것을 요청했다. 『홋코쿠 신문』 8월 7일 기사에 의하면 시모무라는 "지금까지의 무례함을 용서해주길 바란다"라며 무릎을 꿇었고 모리는 "자네는 내게 무례함을 범했단 말인가. 그런 자각이 있다면 나는 절대로 용서하지 않아. 돌아가게"라는 대화가 오갔다고 한다.
8월 10일 시오노야는 자신을 좌장으로 하는 새로운 상임 간사회를 설치해 집단 지도 체제로 이행하자고 시모무라에게 제안했다. 시모무라는 이를 거절하고 여전히 자신이 회장이 되길 원했지만 지지하는 사람은 없었다. 결국 다음주인 17일 총회에서 시오노야를 좌장으로 하는 신체제 안이 통과되었다. 그리고 상임 간사회 인사도 함께 결정했다. 23일 기시다·모리·무파벌인 야마모토 유지·일본재단 회장 사사카와 요헤이·후지산케이 그룹 대표 히에다 히사시가 회합했는데 기시다가 "(내가) 총리대신이 될 수 있었던 건 아베 씨와 아소 씨 덕분이다"라고 하자 모리가 웃음을 띠었고 이후 인사에 대한 의견을 나누었다. 31일 열린 총회에서 시오노야를 좌장으로 하고 5인중과 시바야마 마사히코·이나다·니시무라 아키히로·하시모토 세이코·오카다 나오키·스에마쓰 신스케 등 15명에 의한 집단 지도 체제로 이행할 것을 결정했다. 모리의 의향에 따라 시모무라는 명단에 이름을 올리지 못했다. 모리는 겉으론 빨리 회장을 정해야 한다고 말하면서도 5인중을 배후에서 조종해 청화회를 집단 지도 체제로 이끌면서 지배력을 유지하길 원했다.
9월 13일 개각을 앞둔 기시다는 9일에 인사안을 당 간부에게 전달했다. 모리는 5인중을 통해 청화회에서 두 명을 첫 입각시켜줄 것을 기시다에게 요청했다. 11일 하기우다를 만난 기시다는 "관방장관으로 지명할지 정조회장에 유임할지 고민하고 있다"라고 말했다. 13일 제2차 기시다 내각 (제2차 개조)이 발족했다. 청화회에선 스즈키 준지가 총무상으로, 미야시타 이치로가 농림수산상으로 입각했다. 모리는 훗날 "총리대신의 배려 덕분이었다"라고 말했다. 15일 도이 도루가 파벌의 집단 지도 체제 이행에 반발하며 청화회를 이탈했다. 청화회에서 파벌을 이탈한 의원이 나온 건 아베 사망 이후 처음이었고 이로써 청화회 소속 의원은 99명이 되었다.
11월 8일 간다 겐지의 스캔들이 『분게이슌주』 보도로 알려졌다. 2013년 이래 4차례에 걸쳐 세금을 체납해 344만 3,800엔 차압을 당했고 세무사 자격을 가지고 있음에도 일본세무사회연합회칙이 정한 연수를 수강하지 않았음이 드러난 것이다. 『분게이슌주』는 13일에도 간다가 「자산공개법」을 위반한 의혹이 있음을 보도했다. 결국 같은 날 간다는 재무상에서 사임했다.
12월 1일 『마이니치 신문』이 자민당의 5개 파벌의 정치 자금 파티를 둘러싼 문제를 제기하며 청화회가 소속 의원의 판매량을 초과하여 벌어들인 수입을 비자금으로 조성한 관행이 있다고 보도했다. 청화회는 2018년부터 2022년까지 해마다 한 차례씩 파티를 열고 총 6억 5,884만 엔의 수입을 정치자금수지보고서에 기재했다. 그런데 수입과 지출 어디에도 기재되지 않은 비자금의 총액이 5년간 1억 엔을 넘는다는 사실이 알려진 것이다(나중에 5억 엔으로 수정했다). 교도 통신은 파티 수입 규모가 최대 8억 엔에 달할 수도 있다고 보도했다. 청화회의 정치자금수지보고서의 기재 내용은 다음과 같다.
| 날짜            | 파티명                      | 장소             | 수입           | 매입자 수 | 출처  |
| --------------- | --------------------------- | ---------------- | -------------- | --------- | ----- |
| 2018년 5월 22일 | 세이와 정책연구회 친목 모임 | 도쿄 프린스 호텔 | 2억 802만 엔   | 7,021명   | [29]  |
| 2019년 5월 21일 | 세이와 정책연구회 친목 모임 | 도쿄 프린스 호텔 | 1억 5,338만 엔 | 5,177명   | [102] |
| 2020년 9월 28일 | 세이와 정책연구회 친목 모임 | 도쿄 프린스 호텔 | 1억 262만 엔   | 3,464명   | [103] |
| 2021년 12월 6일 | 세이와 정책연구회 친목 모임 | 도쿄 프린스 호텔 | 1억 2만 엔     | 3,376명   | [104] |
| 2022년 5월 17일 | 세이와 정책연구회 친목 모임 | 도쿄 프린스 호텔 | 9,480만 엔     | 3,200명   | [97]  |
| (합계)          |                             |                  | 6억 5,884만 엔 |           |       |
파티권은 보통 1장당 2만 엔이므로 판매 매수를 추정할 수 있는데 매수에 대한 매입자의 비율은 2018년부터 2022년까지 0.675로 고정되어 있었다. 니혼 대학 명예교수 이와이 도모아키는 "절대로 있을 수 없는 일"이라며 청화회가 정치자금수지보고서에 가공의 판매자 수를 기입했다고 주장했다.
12월 9일 시오노야와 5인중이 최근 5년 동안 각각 1,000만 엔~100만 엔 정도의 비자금을 파벌로부터 받았으며 이를 정치자금수지보고서에 기재하지 않았다는 사실이 드러났다. 10일 기시다는 정권 중추에서 청화회를 배제할 것이며 청화회 소속으로 입각 중인 대신 4명·부대신 5명·대신정무관 6명을 모두 교체하겠다고 밝혔다. 하지만 기시다의 결정에 대해 청화회가 반발하자 결국 정무관 6명 중 초선 의원 5명은 유임하고 재선 의원이던 사토 게이만 경질했다. 14일 초선 의원 정무관 5명을 제외한 나머지 청화회 출신 의원들이 모두 사임했고 총리대신보좌관 우에노 미치코 방위대신보좌관 와다 요시아키도 사임했다. 당의 요직을 차지하고 있던 하기우다·다카기·세코도 모두 사임했다.
한편 같은 날 도쿄지방검찰청 특수부가 조만간 청화회에 대한 강제 수사를 진행할 예정이라는 교도 통신의 보도가 나왔다. 18일에는 통일교에서 발행하는 일간지 『세계일보』가 '아베파 99명은 아베 전 수상과 아베파의 명예를 걸고 일본국을 위해 다시 일어나야 한다'는 칼럼을 게재했다. 다음 날 도쿄지검 특수부가 청화회와 지수회 사무소에 대한 수색을 개시했다. 그리고 파벌에 보고하지 않고 판매량을 초과한 수입을 비자금으로 돌린 금액이 2018년~2022년 동안 1억 엔이 넘는다는 사실이 31일 드러났다. 청화회는 같은 기간 리베이트를 포함해 비자금을 6억 엔 넘게 조성했다.

#### 2024년
2024년 1월 7일 도쿄지검 특수부는 이케다 요시타카와 그의 정책비서를 「정치자금규정법」 위반 혐의로 체포했다. 같은 날 자민당은 이케다를 제명하고 3일 뒤에 임시 총무회를 열어 비자금 재발 방지책 등을 검토하기 위해 당에 정치쇄신본부를 설치하기로 했다. 청화회에서는 오카다 나오키·노가미 고타로·사사키 하지메·다카가이 에미코·우에노 미치코·오타 후사에·마쓰카와 루이·요시카와 유미·후지와라 다카시·다카하시 하루미 등 10명이 참여했다. 그런데 이 10명 중 다카가이를 제외한 9명이 비자금을 조성했음이 13일에 드러났다.
19일 오노 야스타다가 「정치자금규정법」 위반죄로 기소되었고 같은 혐의로 다니가와 야이치가 약식기소됐다. 두 사람은 곧 자민당을 탈당했다. 청화회의 회계책임자도 같은 혐의로 기소됐다. 이에 후쿠다 다쓰오 등 중견·소장파 의원 약 30명이 국회에서 시오노야와 회담했는데 이들은 시오노야에게 청화회를 해체해야 한다고 주장했다.
한편 같은 날 청화회는 임시 총회를 열었다. 소속 의원의 2/3에 해당하는 66명이 출석했는데 여기서 청화회 해산 방침을 결정했다. 총회가 끝난 뒤 후쿠다는 기자단 앞에서 "반성하면서 새로운 집단을 만드는 것이 중요하다"라고 말했다. 교도 통신은 이를 보도하면서 청화회 창립자 손자의 발언임을 강조하며 파벌이 세습되면서 유지될 조짐이 있다고 주장했다. 이 보도는 트위터 트렌드에 올랐고 위장 해산이라는 비판적 댓글이 잇따랐다.

## 역대 회장
| 대수 | 이름                                                | 파벌 호칭  | 임기                              |
| ---- | --------------------------------------------------- | ---------- | --------------------------------- |
| 초대 | 후쿠다 다케오                                       | 후쿠다파   | 1979년 1월~1986년 7월             |
| 2대  | 아베 신타로                                         | 아베파     | 1986년 7월~1991년 6월             |
| 3대  | 미쓰즈카 히로시                                     | 미쓰즈카파 | 1991년 6월~1998년 12월            |
| 4대  | 모리 요시로                                         | 모리파     | 1998년 12월~2000년 4월            |
| 5대  | 고이즈미 준이치로                                   | 모리파     | 2000년 4월~2001년 5월             |
| 6대  | 모리 요시로                                         | 모리파     | 2001년 5월~2006년 10월 19일       |
| 7대  | 마치무라 노부타카                                   | 마치무라파 | 2006년 10월 19일~2007년 9월       |
| -    | 마치무라 노부타카 나카가와 히데나오 다니가와 슈젠※1 | 마치무라파 | 2007년 10월~2009년 2월            |
| 8대  | 마치무라 노부타카                                   | 마치무라파 | 2009년 2월~2014년 12월 24일       |
| 9대  | 호소다 히로유키                                     | 호소다파   | 2014년 12월 25일~2021년 11월 10일 |
| 10대 | 아베 신조                                           | 아베파     | 2021년 11월 11일~2022년 7월 8일   |
| -    | 공석※2                                              | 아베파     | 2022년 7월 8일~2023년 8월 31일    |
| -    | 시오노야 류※3                                       | 아베파     | 2023년 8월 31일~                  |

- 굵은 글씨는 총리대신 경험자.

※1 3명에 의한 집단 지도 체제.
※2 아베가 사망한 후 시오노야가 대외적 창구 역할을 수행하되 회장은 두지 않고 이전의 체제를 유지.
※3 시오노야는 좌장 역할을 수행하며 상임간사회에 의한 집단 지도 체제로 파벌을 운영.

## 같이 보기
- 자유민주당의 파벌
- 보수방류

### 내용주
1. ↑  아베 신조의 사후에도 유지됨.
2. ↑  총무성이 2022년 정치자금수지보고서를 2023년 11월 24일 공개했는데 청화회가 9,480만 엔, 지수회가 1억 8,845만 엔, 헤이세이 연구회가 1억 8,142만엔, 지공회가 2억 3,331만엔, 굉지회가 1억 8,328만 엔이었다. 청화회는 당내 최대 파벌이었음에도 정작 수입 금액은 가장 적었다.[97][98][99][100][101]

### 인용주
1. ↑  平成22年分政治資金収支報告書 보관됨 2013-03-16 - 웨이백 머신参照
2. ↑  공식 홈페이지
3. ↑  “【安倍派】裏金疑惑の根底にある資金基盤の弱さ　モリカケ、五輪汚職から旧統一教会問題まで、裏の「票と金」に頼る黒歴史”. 《NEWSポストセブン》 (일본어). 小学館. 2024년 1월 22일에 확인함.
4. ↑  “「安倍派が飛び抜けて多かった」旧統一教会と政治家“持ちつ持たれつの関係”その実態とは【報道特集】 | TBS NEWS DIG (1ページ)”. 《TBS NEWS DIG》 (일본어). 2024년 1월 22일에 확인함.
5. ↑  “自民、旧統一教会との関係発覚相次ぐ　世論の批判警戒、野党は追及” (일본어). 時事.com. 2022년 7월 31일. 2022년 8월 6일에 원본 문서에서 보존된 문서. 2024년 1월 22일에 확인함.
6. ↑  （安藤俊裕
2012年1月29日）親台湾派議員の総帥に 「群雀中の一鶴」灘尾弘吉（4） .日本経済新聞.
7. ↑  升味準之輔、自由民主党の組織と機能 『年報政治学』 1967年 18巻 p.34-77,en3, doi:10.7218/nenpouseijigaku1953.18.0_34
8. ↑  派閥と多党化時代 , 渡辺恒雄 雪華社, 1967 -p194
9. 1 2 3 4  “（4ページ目）井上正也 清和会の誕生――脱派閥を掲げた派閥の歴史｜政治・経済｜中央公論.jp”. 《中央公論.jp》 (일본어). 2022년 11월 18일. 2024년 1월 22일에 확인함.
10. 1 2 3 4  “清和政策研究会とは”. 《清和政策研究会》 (일본어). 2024년 1월 22일에 확인함.
11. ↑  奥島 2005, 193–195쪽.
12. ↑  海部 2010, 16–19쪽.
13. ↑  “安倍首相の研究／岸信介と安倍晋太郎から受け継いだ政治家のDNA”. 《SmartFLASH》 (일본어). 2020년 1월 1일. 2024년 1월 22일에 확인함.
14. ↑  “安倍晋太郎氏が25日に退院”. 《朝日新聞》 (일본어) 朝刊판. 1989년 7월 25일. 2면.
15. ↑  “大量落選で派閥必衰…「本当に自民壊れた」”. 《YOMIURI ONLINE》 (일본어) (読売新聞社). 2009년 9월 1일. 2009년 9월 3일에 원본 문서에서 보존된 문서. 2024년 1월 22일에 확인함.
16. ↑  “小池百合子氏が町村派を退会 「派閥の時代でない」”. 《47NEWS》 (일본어) (全国新聞ネット). 共同通信. 2009년 9월 3일. 2009년 9월 6일에 원본 문서에서 보존된 문서. 2024년 1월 22일에 확인함.
17. ↑  “自民党：参院会長に中曽根氏 得票同数で抽選、派閥連合に勝利”. 《毎日jp》 (일본어) (毎日新聞社). 2010년 8월 12일. 2010년 8월 14일에 원본 문서에서 보존된 문서. 2010년 8월 12일에 확인함.
18. ↑  “自民町村派：参院会長選の処分うやむや 森氏が退会届”. 《毎日jp》 (일본어) (毎日新聞社). 2010년 9월 2일. 2010년 9월 3일에 원본 문서에서 보존된 문서. 2024년 1월 22일에 확인함.
19. ↑  “町村派のお家騒動深刻 森氏が「退会届」”. 《MSN産経ニュース》 (일본어) (産経デジタル). 2010년 9월 3일. 2010년 9월 3일에 원본 문서에서 보존된 문서. 2024년 1월 22일에 확인함.
20. ↑  “森元首相が町村派退会 町村氏「今後は会友として相談」”. 《asahi.com》 (일본어) (朝日新聞社). 2010년 12월 11일. 2010년 12월 12일에 원본 문서에서 보존된 문서. 2024년 1월 22일에 확인함.
21. ↑  “安倍氏、総裁選出馬の意向、森氏に伝える” (일본어). MSN産経ニュース. 2012년 8월 29일. 2012년 8월 29일에 원본 문서에서 보존된 문서. 2024년 1월 22일에 확인함.
22. ↑  “石原伸晃氏、総裁選に意欲「谷垣氏を支えるために政治をやってきたのではない」” (일본어). MSN産経ニュース. 2012년 9월 2일. 2012년 9월 2일에 원본 문서에서 보존된 문서. 2024년 1월 22일에 확인함.
23. ↑  “自民総裁選、安倍・石破氏が票奪い合い”. 《日本経済新聞 電子版》 (일본어). 2024년 1월 22일에 확인함.
24. ↑  “自民党細田派事務総長に下村博文元文科相” (일본어). 産経新聞. 2018년 1월 25일. 2024년 1월 22일에 확인함.
25. 1 2  『週刊文春』2023年12月21日号、14-19頁、「安倍派・現役幹部が激白『森喜朗さんから全て始まったんです』」。
26. 1 2  “政治資金収支報告書 清和政策研究会（平成29年分 定期公表）” (PDF) (일본어). 総務省. 2018년 11월 30일. 2021년 7월 2일에 원본 문서 (PDF)에서 보존된 문서. 2024년 1월 22일에 확인함.
27. ↑  “松本さん北方領土訪問語る　元ＮＴＴ社員の会合で” (일본어). 十勝毎日新聞. 2017년 9월 26일. 2024년 1월 22일에 확인함.
28. ↑  “講演会「マスコミはどこまで堕落するのか」～ジャーナリズムの死を告げた2017年～のご案内” (일본어). 日本会議東京都中野支部. 2017년 10월 24일. 2023년 12월 12일에 원본 문서에서 보존된 문서. 2024년 1월 22일에 확인함.
29. 1 2  “政治資金収支報告書 清和政策研究会（平成30年分 定期公表）” (PDF) (일본어). 総務省. 2019년 11월 29일. 2021년 7월 2일에 원본 문서 (PDF)에서 보존된 문서. 2024년 1월 22일에 확인함.
30. ↑  “自民・安倍派は「パー券裏金疑惑」に後手後手対応…“素人”金庫番が派閥のアキレス腱に（2／2ページ）” (일본어). 日刊ゲンダイ. 2023년 11월 29일. 2024년 1월 22일에 확인함.
31. ↑  “【自民党裏金問題】二階派のキーマン「派閥の会計責任者」が10月に辞めていた！全容解明への影響は” (일본어). NEWSポストセブン. 2023년 12월 22일. 2024년 1월 22일에 확인함.
32. ↑  “自民細田派、事務総長に松野氏” (일본어). 日本経済新聞. 2019년 9월 12일. 2024년 1월 22일에 확인함.
33. ↑  “安倍首相 正式に辞意表明「負託に自信を持って応えられない」” (일본어). NHK. 2020년 8월 28일. 2024년 1월 22일에 확인함.
34. ↑  “［最前線］ポスト安倍 細田派動き活発／西村・下村・稲田氏が意欲 | 沖縄タイムス紙面掲載記事”. 《沖縄タイムス＋プラス》 (일본어). 2024년 1월 22일에 확인함.
35. ↑  岡村夏樹 (2021년 5월 26일). “安倍氏が挙げた「ポスト菅」の4人とは　再々登板は否定” (일본어). 朝日新聞. 2024년 1월 22일에 확인함.
36. ↑  森田あゆ美 (2022년 8월 4일). “どうなる 自民党 安倍派 後継者は誰？体制めぐり混乱も” (일본어). NHK. 2024년 1월 22일에 확인함.
37. ↑  “下村自民政調会長が総裁選出馬の意向　安倍前首相に伝達”. 《東京新聞》 (일본어). 2021년 8월 18일. 2024년 1월 22일에 확인함.
38. ↑  “菅総理“立候補か政調会長辞任か”下村氏に”. 《日本テレビ》 (일본어). 2021년 8월 30일. 2024년 1월 22일에 확인함.
39. ↑  “自民・下村氏、総裁選出馬断念”. 《産経新聞》 (일본어). 2021년 8월 30일. 2024년 1월 22일에 확인함.
40. ↑  “自民・下村氏、総裁選への出馬断念”. 《日本経済新聞》 (일본어). 2021년 9월 9일. 2024년 1월 22일에 확인함.
41. ↑  “総裁選、最大派閥の細田派は事実上の自主投票…派としては岸田氏と高市氏支持 : 政治 : ニュース”. 《読売新聞オンライン》 (일본어). 2021년 9월 14일. 2024년 1월 22일에 확인함.
42. ↑  “安倍前首相、高市氏を支援の意向 自民総裁選”. 《日本経済新聞》 (일본어). 2021년 9월 4일. 2024년 1월 22일에 확인함.
43. ↑  “細田派の細田会長、岸田氏支持を事実上表明 自民総裁選”. 《日本経済新聞》 (일본어). 2021년 9월 24일. 2024년 1월 22일에 확인함.
44. ↑  “甘利幹事長、松野官房長官　高市政調、麻生副総裁　総務会長に福田氏抜てき　岸田執行部が1日発足” (일본어). 東京新聞. 2021년 9월 30일. 2024년 1월 22일에 확인함.
45. ↑  “自民・細田派、事務総長に西村氏” (일본어). 日本経済新聞. 2021년 10월 7일. 2024년 1월 22일에 확인함.
46. ↑  “高木氏、自民国対委員長に就任”. 《日本経済新聞》 (일본어). 2021년 10월 14일. 2024년 1월 22일에 확인함.
47. ↑  “自民の派閥、衆院選後の変化は…細田派の最大派閥は揺るがず・二階派が最多の１０人減” (일본어). 読売新聞. 2021년 11월 3일. 2024년 1월 22일에 확인함.
48. ↑  『朝日新聞』2021年11月9日付朝刊、3頁、「衆院議長に細田氏、副議長に海江田氏　与野党合意、あす選出」。
49. ↑  『朝日新聞』2021年11月10日付朝刊、4頁、「『安倍派』発足へ　87人の最大派閥、『細田派』から」。
50. ↑  “衆議院歴代議長・副議長一覧”. 《衆議院ホームページ》 (일본어). 衆議院事務局庶務部広報課. 2024년 1월 22일에 확인함.
51. ↑  木谷孝洋 (2021년 11월 11일). “最大派閥「安倍派」発足　「改憲議論の先頭に」　森友・桜の説明はどこに？” (일본어). 東京新聞. 2024년 1월 22일에 확인함.
52. ↑  “安倍元首相の暗殺　どのように起きたのか” (일본어). BBC. 2022년 7월 9일. 2024년 1월 22일에 확인함.
53. 1 2  小倉健一; 週刊現代 (2022년 8월 4일). “森喜朗元首相が「血まみれ」で倒れ、集中治療室へ…一体、何が起きたのか” (일본어). 講談社. 2024년 1월 22일에 확인함.
54. 1 2  “安倍派、後継会長を置かず　塩谷氏ら７人が集団指導”. 《時事ドットコム》 (일본어). 2022년 7월 13일. 2022년 7월 13일에 원본 문서에서 보존된 문서. 2024년 1월 22일에 확인함.
55. ↑  “安倍派、現体制維持を決定　元首相死去後初の総会”. 《共同通信》 (일본어). 2022년 7월 21일. 2022년 7월 21일에 원본 문서에서 보존된 문서. 2024년 1월 22일에 확인함.
56. ↑  “正論 2022年9月号 (発売日2022年08月01日)” (일본어). Fujisan. 2024년 1월 22일에 확인함.
57. 1 2 3 4 5  米津絵美; 柳生寛吾; 馬場勇人 (2022년 11월 10일). “決められない最大派閥 トップ不在の“安倍派”” (일본어). NHK. 2024년 1월 22일에 확인함.
58. ↑  “会長不在の自民党・安倍派“5人衆” 「後継者」アピールの訪台か 蔡総統との会談相次ぎ…” (일본어). 日テレNEWS. 2022년 12월 28일. 2024년 1월 22일에 확인함.
59. ↑  『朝日新聞』2022年8月4日付朝刊、4頁、「首相動静」。
60. ↑  森岡航平 (2023년 4월 13일). “「森派」？８５歳元首相の復権　「５人衆」起用を首相に要求、「安倍さんの遺志」” (일본어). 朝日新聞. 2024년 1월 22일에 확인함.
61. ↑  源馬のぞみ (2022년 8월 12일). “クローズアップ：第2次岸田改造内閣　こだわりの「萩生田政調会長」　安倍派の「防波堤」期待” (일본어). 毎日新聞. 2024년 1월 22일에 확인함.
62. ↑  ““8月改造”首相、局面打開の狙い　「9月じゃないの」自民騒然” (일본어). 毎日新聞. 2022년 8월 5일. 2024년 1월 22일에 확인함.
63. ↑  “安倍派副会長に岸信夫前防衛相　事務総長に高木毅氏” (일본어). 日本経済新聞. 2022년 8월 25일. 2024년 1월 22일에 확인함.
64. ↑  歳川隆雄 (2022년 11월 6일). “新会長不在｢安倍派｣の密会で起きたハプニング 幹部が集まる会食の場にある人物が現れた” (일본어). 東洋経済オンライン. 2024년 1월 22일에 확인함.
65. ↑  “「これでは安倍派でなく森派だ」下村“土下座事件”を暴露し、比例復活の塩谷氏を座長に指名…やりたい放題の森喜朗には“５人衆”も疑心暗鬼で互いを牽制” (일본어). 集英社オンライン. 2023년 9월 1일. 2024년 1월 22일에 확인함.
66. 1 2  “安倍派会長「誰か一人に」　森元首相、5人名前挙げ” (일본어). 共同通信. 2023년 3월 23일. 2023년 3월 28일에 원본 문서에서 보존된 문서. 2024년 1월 22일에 확인함.
67. ↑  “第８５、８６代・森喜朗氏　能吏の西村氏、総合力の萩生田氏 【総理が語る（４）】” (일본어). 北國新聞. 2023년 2월 20일. 2023년 3월 29일에 원본 문서에서 보존된 문서. 2024년 1월 22일에 확인함.
68. ↑  “森元首相が安倍派会長に「萩生田氏を指名」か　地元紙に語っていたライバルたちへの「苦言」「けん制」” (일본어). Smart FLASH. 2023년 3월 25일. 2024년 1월 22일에 확인함.
69. ↑  “自民 安倍派有力議員5人 森元首相と会談 派閥運営で意見交換か”. NHK. 2023년 3월 25일. 2024년 1월 22일에 확인함.
70. ↑  “自民党・麻生派、単独で第2派閥に 安倍派は3人増え99人 岸田派は1人増の46人”. 《日本経済新聞》 (일본어). 2023년 4월 27일. 2024년 1월 22일에 확인함.
71. ↑  “自民党安倍派、所属議員100人に 片山さつき氏が入会”. 《日本経済新聞》 (일본어). 2023년 4월 28일. 2024년 1월 22일에 확인함.
72. ↑  “《深層ドキュメント》安倍派を壊した森喜朗” (일본어). 週刊文春電子版. 2023년 8월 30일. 2024년 1월 22일에 확인함.
73. ↑  森岡航平; 磯部佳孝 (2023년 7월 6일). “「5人衆」vs.「新会長選出」で対立　安倍派新体制、また先送り” (일본어). 朝日新聞. 2024년 1월 22일에 확인함.
74. ↑  “森元総理に土下座したことを暴露された下村元文化相　清和会に大きな亀裂が” (일본어). デイリー新潮. 2023년 9월 1일. 2024년 1월 22일에 확인함.
75. ↑  “第８５、８６代・森喜朗氏　塩谷さん、最長老の自覚を　党か内閣の要、どちらかは 【総理が語る（１６）】” (일본어). 北國新聞. 2023년 8월 7일. 2023년 12월 21일에 원본 문서에서 보존된 문서. 2024년 1월 22일에 확인함.
76. ↑  “「2000万あります」下村博文元文科相が森喜朗元首相に手渡そうとした疑惑の紙袋” (일본어). 文春オンライン. 2023년 10월 5일. 2024년 1월 22일에 확인함.
77. ↑  森功 (2023년 10월 5일). “森喜朗元首相へ下村博文元文科相が持参した疑惑の紙袋” (일본어). 文藝春秋. 2024년 1월 22일에 확인함.
78. ↑  “「塩谷座長」案、下村氏反対　安倍派新体制で平行線”. 《時事ドットコム》 (일본어). 時事通信社. 2023년 8월 10일. 2023년 8월 18일에 원본 문서에서 보존된 문서. 2024년 1월 22일에 확인함.
79. ↑  “安倍派「塩谷座長」案を了承　集団指導体制へ”. 《産経新聞》 (일본어). 2023년 8월 17일. 2024년 1월 22일에 확인함.
80. ↑  『朝日新聞』2023年8月24日付朝刊、4頁、「首相動静」。
81. ↑  森岡航平 (2023년 9월 1일). “「５人衆」ら１５人の常任幹事会　安倍派、新体制発足” (일본어). 朝日新聞. 2024년 1월 22일에 확인함.
82. ↑  “自民安倍派、１５人の集団指導に　常任幹事会、下村氏外れる”. 《時事ドットコム》 (일본어). 時事通信社. 2023년 8월 31일. 2023년 12월 26일에 원본 문서에서 보존된 문서. 2024년 1월 22일에 확인함.
83. ↑  “自民安倍派、常任幹事会に15人　下村氏外れる”. 《日本経済新聞》 (일본어). 2023년 8월 31일. 2024년 1월 22일에 확인함.
84. ↑  “安倍派体制、下村氏除外へ　常任幹事会、31日決定” (일본어). 共同通信. 2023년 8월 26일. 2023년 12월 21일에 원본 문서에서 보존된 문서. 2024년 1월 22일에 확인함.
85. ↑  “「現在は夫婦で介護施設暮らし」　森喜朗氏の近況とは？　「裏金問題の“諸悪の根源”」の声も” (일본어). デイリー新潮. 2023년 12월 22일. 2024년 1월 22일에 확인함.
86. ↑  西村圭史 (2023년 9월 9일). “9月中旬か下旬か　揺れた改造日程　首相、茂木幹事長の処遇で逡巡” (일본어). 朝日新聞. 2024년 1월 22일에 확인함.
87. 1 2  “第８５、８６代・森喜朗氏 「５人衆」はあくまで暫定　派閥会長は総選挙までに 【総理が語る（２０）】” (일본어). 北國新聞. 2023년 10월 3일. 2024년 1월 22일에 확인함.
88. ↑  “官房長官か続投か、萩生田氏に打診　消せなかった旧統一教会への懸念” (일본어). 朝日新聞. 2023년 9월 13일. 2024년 1월 22일에 확인함.
89. 1 2  “自民安倍派が９９人に　土井亨衆院議員が退会”. 《産経ニュース》 (일본어) (産業経済新聞社). 2023년 9월 20일. 2024년 1월 22일에 확인함.
90. ↑  “自民党安倍派100人割れで99人に　土井亨衆院議員が退会、始まったばかりの新体制に不満か”. 《日刊スポーツ》 (일본어) (日刊スポーツ新聞社). 2023년 9월 21일. 2024년 1월 22일에 확인함.
91. ↑  “〈滞納を繰り返し、自社ビルは差押4回〉“増税の司令塔”神田憲次財務副大臣は税金滞納の常習犯だった　神田氏は「間違いございません。深く反省しています」” (일본어). 文春オンライン. 2023년 11월 8일. 2024년 1월 22일에 확인함.
92. ↑  “「4500万円の貸付金が消えた！」 神田憲次財務副大臣に今度は資産公開法違反の疑い 〈税金滞納問題、税理士法違反疑惑、虚偽答弁疑惑に続き…〉” (일본어). 文春オンライン. 2023년 11월 13일. 2024년 1월 22일에 확인함.
93. ↑  “安倍派、1億円超の裏金か　パー券ノルマ超えを還流　地検が立件視野” (일본어). 朝日新聞. 2023년 12월 1일. 2024년 1월 22일에 확인함.
94. ↑  “松野博一官房長官を更迭へ　パー券還流、裏金1000万円未記載疑惑” (일본어). 毎日新聞. 2023년 12월 9일. 2024년 1월 22일에 확인함.
95. ↑  “安倍派の裏金、5億円か　所属議員の大半に還流　派閥側の立件不可避” (일본어). 朝日新聞. 2023년 12월 12일. 2024년 1월 22일에 확인함.
96. ↑  “安倍派、８億円前後収入か　裏金含め、記載は６億円超” (일본어). 共同通信（東京新聞）. 2023년 12월 1일. 2023년 12월 12일에 원본 문서에서 보존된 문서. 2024년 1월 22일에 확인함.
97. 1 2  “政治資金収支報告書 清和政策研究会（令和4年分 定期公表）” (PDF) (일본어). 総務省. 2023년 11월 24일. 2024년 1월 22일에 확인함.
98. ↑  “政治資金収支報告書 志帥会（令和4年分 定期公表）” (PDF) (일본어). 総務省. 2023년 11월 24일. 2024년 1월 22일에 확인함.
99. ↑  “政治資金収支報告書 平成研究会（令和4年分 定期公表）” (PDF) (일본어). 総務省. 2023년 11월 24일. 2024년 1월 22일에 확인함.
100. ↑  “政治資金収支報告書 志公会（令和4年分 定期公表）” (PDF) (일본어). 総務省. 2023년 11월 24일. 2024년 1월 22일에 확인함.
101. ↑  “政治資金収支報告書 宏池政策研究会（令和4年分 定期公表）” (PDF) (일본어). 総務省. 2023년 11월 24일. 2024년 1월 22일에 확인함.
102. ↑  “【政治資金収支報告書】 清和政策研究会（令和元年分 定期公表）” (PDF) (일본어). 総務省. 2020년 11월 27일. 2021년 8월 16일에 원본 문서 (PDF)에서 보존된 문서. 2024년 1월 22일에 확인함.
103. ↑  “【政治資金収支報告書】 清和政策研究会（令和2年分 定期公表）” (PDF) (일본어). 総務省. 2021년 11월 26일. 2024년 1월 22일에 확인함.
104. ↑  “【政治資金収支報告書】 清和政策研究会（令和3年分 定期公表）” (PDF) (일본어). 総務省. 2022년 11월 25일. 2024년 1월 22일에 확인함.
105. ↑  浜崎陽介; 三輪喜人 (2023년 12월 31일). “安倍派の「パー券購入者比率」は6年連続「0.675」　架空の数字を記入か　毎年同比率は二階派と2派閥のみ” (일본어). 東京新聞. 2024년 1월 22일에 확인함.
106. ↑  “パー券購入者数 捏造 疑惑の方程式「×０．６７５」 安倍派資金報告 二階派も 日曜版が特報” (일본어). しんぶん赤旗. 2023년 12월 25일. 2024년 1월 22일에 확인함.
107. ↑  井口慎太郎; 北村秀徳; 黒川晋史; 遠藤龍 (2023년 12월 9일). “安倍派主要6幹部に裏金か　塩谷、萩生田、西村の3氏にも疑い” (일본어). 毎日新聞. 2024년 1월 22일에 확인함.
108. ↑  “安倍派の政務三役、計15人を全員交代へ　鈴木総務相、宮下農水相も” (일본어). 朝日新聞. 2023년 12월 10일. 2024년 1월 22일에 확인함.
109. 1 2 3  “安倍派の閣僚と副大臣の9人全員が交代へ　安倍派の政務官は1人を除いて留任固まる” (일본어). 日テレNEWS. 2023년 12월 14일. 2024년 1월 22일에 확인함.
110. ↑  “【速報中】政治資金問題で閣僚交代へ 安倍派「5人衆」辞任へ” (일본어). NHK NEWS WEB. 2023년 12월 14일. 2024년 1월 22일에 확인함.
111. ↑  広川高史 (2023년 12월 14일). “安倍派裏金疑惑、東京地検が近く強制捜査へ－報道”. 《ブルームバーグ》 (일본어). 2024년 1월 22일에 확인함.
112. ↑  “【政界一喝】安倍派報道の屈辱に負けるな” (일본어). 世界日報. 2023년 12월 18일. 2024년 1월 22일에 확인함.
113. ↑  “安倍派 二階派の事務所を強制捜査 東京地検特捜部” (일본어). NHK. 2023년 12월 19일. 2024년 1월 22일에 확인함.
114. ↑  “安倍派 複数議員側 パーティー収入約1億円 派閥側に納入せずか” (일본어). NHK. 2023년 12월 31일. 2024년 1월 22일에 확인함.
115. ↑  “安倍派の池田衆院議員を逮捕　「裏金」4千万円超か、特捜部” (일본어). 共同通信. 2024년 1월 7일. 2024년 1월 9일에 원본 문서에서 보존된 문서. 2024년 1월 22일에 확인함.
116. ↑  “【速報】池田佳隆衆院議員を自民党から除名　茂木幹事長「大変遺憾」”. 《TBS NEWS DIG》 (일본어) (TBS). 2024년 1월 7일. 2024년 1월 22일에 확인함.
117. ↑  “自民 「政治刷新本部」設置決定 首相“最優先課題で取り組む”” (일본어). NHK. 2024년 1월 10일. 2024년 1월 22일에 확인함.
118. ↑  “安倍派の疑惑議員、沈黙したまま去る姿も…自民「政治刷新本部」に出席した議員に考えを聞いた” (일본어). 東京新聞. 2024년 1월 16일. 2024년 1월 22일에 확인함.
119. ↑  “自民党「刷新本部」、安倍派メンバー9人に裏金か　10人が参加” (일본어). 朝日新聞. 2024년 1월 13일. 2024년 1월 22일에 확인함.
120. ↑  “自民 大野泰正議員と谷川弥一議員が離党 政治資金問題で” (일본어). NHK. 2024년 1월 19일. 2024년 1월 22일에 확인함.
121. ↑  “安倍・二階派、在宅起訴　岸田派は略式、会計責任者ら―大野・谷川議員立件、7幹部見送り・東京地検”. 《時事通信》 (일본어). 2024년 1월 19일. 2024년 1월 22일에 확인함.
122. ↑  “安倍派・福田氏ら、塩谷座長に決議文「派閥解消すべき」” (일본어). 日本経済新聞. 2024년 1월 19일. 2024년 1월 22일에 확인함.
123. 1 2  “福田達夫氏「新しい集団」発言がトレンド　安倍派解散方針と矛盾でＳＮＳ上で批判「反省なし」” (일본어). 日刊スポーツ. 2024년 1월 20일. 2024년 1월 22일에 확인함.
124. ↑  鶴岡正寛 (2024년 1월 19일). “自民の最大派閥、安倍派も解散方針を決める 岸田派、二階派に続き”. 《www.asahi.com》 (일본어). 朝日新聞. 2024년 1월 19일에 확인함.
125. ↑  “自民・安倍派が解散へ…「知らなかった」と語る幹部に「いいかげんにしろ」反発続出　橋本元五輪相は裏金「2057万円」” (일본어). 東京新聞. 2024년 1월 19일. 2024년 1월 22일에 확인함.
126. ↑  “自民党安倍派 派閥解散の方針を決定 政治資金めぐる事件で”. 《NHK NEWS WEB》 (일본어). 2024년 1월 19일. 2024년 1월 19일에 확인함.
127. ↑  “福田達夫氏「新しい集団つくる」 安倍派源流創設者の孫” (일본어). 共同通信. 2024년 1월 19일. 2024년 1월 22일에 확인함.
128. ↑  “「新たな集団つくる」自民安倍派・福田達夫元総務会長の発言に…「気は確かか」「偽装解散」ネット怒り” (일본어). 中日スポーツ. 2024년 1월 20일. 2024년 1월 22일에 확인함.

## 참고 문헌
- 伊藤昌哉 (1982년 8월 30일). 《自民党戦国史―権力の研究》 [자민당 전국사 ~ 권력의 연구] (일본어). 朝日ソノラマ. ISBN 978-4257031635.
- 奥島貞雄 (2005년 9월 25일). 《自民党幹事長室の30年》 [자민당 간사장실 30년]. 中公文庫 (일본어). 中央公論新社. ISBN 978-4122045934.
- 海部俊樹 (2010년 11월 20일). 《政治とカネ―海部俊樹回顧録》 [정치와 돈 ~ 가이후 도시키 회고록]. 新潮新書 (일본어). 新潮社. ISBN 978-4-10610394-0.